# Nuestra Señora de la Soledad de Arganda del Rey
La Virgen de la Soledad de Arganda del Rey es una advocación mariana venerada en dicha localidad, también es su patrona. La talla es de José Ginés del año 1810. En 2010 se celebró su bicentenario, con una coronación canónica presidida por el obispo de la diócesis de Alcalá de Henares Juan Antonio Reig Plà el día 27 de junio.
La festividad de la patrona de Arganda del Rey se celebra el segundo domingo de septiembre de cada año, siendo festivos el viernes anterior y el siguiente lunes. En honor a la Virgen, se celebran las fiestas patronales, que duran varios días y en los que se pueden presenciar espectáculos taurinos, procesiones en el fin de semana y fuegos artificiales. La imagen goza de gran popularidad y levanta grandes pasiones entre los argandeños, siendo muy emotivos todos los actos religiosos que se realizan en su presencia.

## Historia
La talla de la Virgen de la Soledad fue realizada en rostro y manos de madera por el escultor alicantino José Ginés Marín durante la guerra de Independencia española (1808-1814), concretamente en 1810. La iniciativa surgió debido a que, en los primeros momentos de la guerra, fue quemada la talla original de la Virgen por las tropas francesas, junto con su ermita. La talla primitiva databa del siglo XVI y fue realizada por el escultor Gaspar Becerra.
En su honor, le fue dedicada una hermosa ermita en la hoy llamada Avenida del Ejército. Es un edificio de estilo barroco con planta de cruz latina de una sola nave. Posee cubiertas en bóveda de cañón con lunetos en su nave longitudinal y cúpula semiesférica sobre pechinas en el crucero. Su construcción se data entre 1658 y 1668; entre 1733 y 1735, sufrió un proceso de ampliación y transformación. Desde entonces, no ha sido modificada en ninguna otra ocasión.
Como curiosidad, tras el estallido de la guerra civil española (1936-1939), la imagen fue trasladada en secreto al castillo (hoy en día desaparecido) por los vecinos de Arganda del Rey, donde se la veneró y cuidó hasta que el conflicto armado finalizó, siendo trasladada entonces a su ermita.